# Quận Hertford, North Carolina
Quận Hertford là một quận nằm ở bang Bắc Carolina. Tại thời điểm năm 2000, quận có dân số 22.601 người. Quận lỵ đóng ở Winton6.

## Địa lý
Theo Cục điều tra dân số Hoa Kỳ, quận có tổng diện tích 360 dặm Anh vuông (933 km²), trong đó, 353 dặm Anh vuông (915 km²) là diện tích đất và 7 dặm Anh vuông (19 km²) trong tổng diện tích (1.99%) là diện tích mặt nước.

### Các quận giáp ranh
- Quận Southampton, Virginia - Bắc
- Quận Gates, Bắc Carolina - Đông
- Quận Chowan, Bắc Carolina - Đông nam
- Quận Bertie, Bắc Carolina - Nam
- Quận Northampton, Bắc Carolina - Tây

### Các thị trấn
Quận được chia thành 6 thị trấn: 
Ahoskie, Como, Harrellsville, Murfreesboro, St. Johns và Winton.

## Thông tin nhân khẩu
Theo cuộc điều tra dân số2 tiến hành năm 2000, quận này có dân số 22.601 người, 8.953 hộ, và 6.240 gia đình sinh sống trong quận này. Mật độ dân số là 64 người trên mỗi dặm Anh vuông (25/km²). Đã có 9.724 đơn vị nhà ở với một mật độ bình quân là 28 trên mỗi dặm Anh vuông (11/km²). Cơ cấu chủng tộc của dân cư sinh sống tại quận này gồm 37,45% người da trắng, 59,55% người da đen hoặc người Mỹ gốc Phi, 1,19% người thổ dân châu Mỹ, 0,31% người gốc châu Á, 0,02% người các đảo Thái Bình Dương, 0,65% từ các chủng tộc khác, và 0,82% từ hai hay nhiều chủng tộc. 1,57% dân số là người Hispanic hoặc người Latin thuộc bất cứ chủng tộc nào.
Có 8,953 hộ trong đó có 30,00% có con cái dưới tuổi 18 sống chung với họ, 45,80% là những cặp kết hôn sinh sống với nhau, 19,50% có một chủ hộ là nữ không có chồng sống cùng, và 30,30% là không gia đình. 26,90% trong tất cả các hộ gồm các cá nhân và 12,10% có người sinh sống một mình và có độ tuổi 65 tuổi hay già hơn. Quy mô trung bình của hộ là 2,48 còn quy mô trung bình của gia đình là 2,99,
Phân bố độ tuổi của cư dân sinh sống trong huyện là 25,30% dưới độ tuổi 18, 7,80% từ 18 đến 24, 26,30% từ 25 đến 44, 24,80% từ 45 đến 64, và 15,80% người có độ tuổi 65 tuổi hay già hơn. Độ tuổi trung bình là 39 tuổi. Cứ mỗi 100 nữ giới thì có 85,00 nam giới. Cứ mỗi 100 nữ giới có độ tuổi 18 và lớn hơn thì, có 79,50 nam giới.
Thu nhập bình quân của một hộ ở quận này là $26.422, và thu nhập bình quân của một gia đình ở quận này là $32.002, Nam giới có thu nhập bình quân $26.730 so với mức thu nhập $20.144 đối với nữ giới. Thu nhập bình quân đầu người của quận là $15.641, Khoảng 15,90% gia đình và 18,30% dân số sống dưới ngưỡng nghèo, bao gồm 21,30% những người có độ tuổi 18 và 21,00% là những người 65 tuổi hoặc già hơn.